# Anargemus basalis
Anargemus basalis är en tvåvingeart som beskrevs av Lindner 1965. Anargemus basalis ingår i släktet Anargemus och familjen vapenflugor. Inga underarter finns listade i Catalogue of Life.